# 城南乡 (新昌县)
城南乡，中国浙江省绍兴市新昌县下辖的一个乡。

## 辖区
该乡辖有：	石溪村、姚宫村、秦岩村、琅珂村、企石村、眉岱村、天荷村、高依村、潜溪村、大山庄村、朱王银村、里家竹村、大潘村、丁龙村、任家村、韩妃村、下洲村、杨家山村、前进村、